# Gradenc
Gradenc este o localitate din comuna Žužemberk, Slovenia, cu o populație de 57 de locuitori.